# グランド スクンビット バイ ソフィテル
グランド スクンビット バイ ソフィテル(Grand Sukhumvit by Sofitel)は、タイの首都であるバンコク・クローントゥーイ区にある最高級ホテル。

## 特徴
バンコク・スカイトレインのナーナー駅(สถานีนานา)から徒歩約2分のところにある386室のホテル。フロントタワーとパークタワーの2つのタワー(棟)に分かれている。
このホテルは、ホテルとサービスアパートメントの両方を兼ね備えており、短期滞在から長期滞在まで幅広く利用できる。
主なルームカテゴリーにシルバー(約36平方メートル)、ゴールド(約48平方メートル)、プラチナ(約54平方メートル)、ダイヤモンド(約62平方メートル)があり、ゴールド、プラチナ、ダイヤモンドはベッドルームとリビングが分かれ、さらにプラチナとダイヤモンドにはキッチンが付いている。
子供連れの旅行の際の宿泊にふさわしいホテル。
2006年8月開業。

## 設備
- カフェ デ ナイムス(Cafe de Nimes)　24時間営業のコーヒーショップ
- ボンボン(BonBon)　デリカテッセン
- ペトルス(Petrus)　バー、軽食
- アジザ(Aziza)　バー
- プール　屋外に1か所

など